# DDR-Oberliga w piłce nożnej
DDR-Oberliga – najwyższa w hierarchii klasa męskich ligowych rozgrywek piłkarskich w Niemieckiej Republice Demokratycznej, istniejąca do 1991 roku i będąca odpowiednikiem Bundesligi w Republice Federalnej Niemiec.

## Zarys
Po zakończeniu II wojny światowej we Wschodnich Niemczech zaczęto tworzyć nowe rozgrywki sportowe, które miały zastąpić Gauligi z czasów nazistowskich. W Niemieckiej Republice Demokratycznej w 1949 roku utworzono ligę piłkarską, DS-Oberligę (Deutscher Sportausschuss Oberliga). W 1958 roku przemianowano ją na DDR-Oberligę, a jej mecze były rozgrywane pod patronatem DFV (Deutscher Fussball Verband der DDR), czyli Wschodnioniemieckiego Związku Piłki Nożnej.
W inauguracyjnym sezonie 1949/1950 wystąpiło 14 drużyn i 2 z nich miały spaść do drugiej ligi. W kolejnych sezonach liczba uczestników DDR-Oberligi zmieniała się od 17 drużyn do 19 drużyn, podobnie jak liczba spadających o klasę niżej – od 3 do 4. Od 1954 do 1991 roku w pierwszej lidze NRD występowało 14 klubów, a 2 z nich były degradowane do drugiej ligi.
Początkowo DDR-Oberliga była rozgrywana systemem jesień-wiosna. Jednak w latach 1956–1960 zmieniono tok rozgrywek na system wiosna-jesień, podobny do tego ze Związku Radzieckiego. Dlatego też w 1955 roku rozegrano jednorundowy sezon, w którym nie wyłoniono mistrza kraju. Z kolei sezon 1961/1962 był sezonem trzyrundowym – trzecią rundę meczów rozgrywano na stadionach neutralnych.
Po zjednoczeniu Niemiec w 1990 roku rozegrano jeszcze jeden sezon Oberligi – sezon 1990/1991 pod nazwą NOFV-Oberliga (Nordostdeutsche Fußballverband Oberliga). Struktura ligowa NRD została po sezonie połączona ze strukturą z RFN, a dwa najlepsze zespoły NOFV-Oberligi, Hansę Rostock i Dynamo Drezno włączono do Bundesligi.

## Po rozwiązaniu Oberligi
W 1991 roku po rozwiązaniu DDR-Oberligi, kluby z Niemieckiej Republiki Demokratycznej zaczęły występować w ligach Niemiec. 14 klubów zostało przydzielonych do następujących lig:
Fussball-Bundesliga (I poziom):
- FC Hansa Rostock
- Dynamo Drezno

2. Bundesliga Nord (II poziom):
- Stahl Brandenburg

2. Bundesliga Süd (II poziom):
- 1. FC Lokomotive Leipzig
- Hallescher FC
- Rot-Weiß Erfurt
- FC Carl Zeiss Jena
- Chemnitzer FC

NOFV-Oberliga Nord (III poziom):
- FC Stahl Eisenhüttenstadt
- Vorwärts Frankfurt/Oder
- Dynamo Berlin

NOFV-Oberliga Mitte (III poziom):
- 1. FC Magdeburg
- Energie Cottbus

NOFV-Oberliga Süd (III poziom):
- FC Sachsen Leipzig

## Mistrzowie i pozostali medaliści
| Sezon         | K | K | T  | Mistrz                    | Wicemistrz                      | III miejsce                     | Br. | Król strzelców                                                  | Uwagi     |
| DDR-Oberliga  |   |   |    |                           |                                 |                                 |     |                                                                 |           |
| 1949/1950     |   |   | 1  | ZSG Horch Zwickau         | SG Dresden-Friedrichstadt       | BSG Waggonbau Dessau            | 23  | Heinz Satrapa (Horch Zwickau)                                   | 14 klubów |
| 1950/1951     |   |   | 1  | BSG Chemie Leipzig        | BSG Turbine Erfurt              | BSG Motor Zwickau               | 37  | Johannes Schöne (Rotation Babelsberg)                           | 18 klubów |
| 1951/1952     |   |   | 1  | BSG Turbine Halle         | SG Volkspolizei Dresden         | BSG Chemie Leipzig              | 27  | Rudolf Krause (Chemie Leipzig)                                  | 19 klubów |
| 1952/1953     |   |   | 1  | SG Dynamo Dresden         | Wismut Aue                      | BSG Motor Zwickau               | 26  | Harry Arlt (Rotation Dresden)                                   | 17 klubów |
| 1953/1954     |   |   | 1  | BSG Turbine Erfurt        | BSG Chemie Leipzig              | SG Dynamo Dresden               | 21  | Heinz Satrapa (Wismut Aue), Siegfried Vollrath (Turbine Erfurt) | 15 klubów |
| 1954/1955     |   |   | 2  | BSG Turbine Erfurt        | SC Wismut Karl-Marx-Stadt       | SC Rotation Leipzig             | 22  | Willy Tröger (Wismut Karl-Marx-Stadt)                           | 14 klubów |
| 1955          |   |   | 1  | SC Wismut Karl-Marx-Stadt | SC Empor Rostock                | SC Dynamo Berlin                | 12  | Klaus Seligow (Rotation Babelsberg)                             | 14 klubów |
| 1956          |   |   | 1  | SC Wismut Karl-Marx-Stadt | SC Aktivist Brieske-Senftenberg | SC Lokomotive Leipzig           | 18  | Ernst Lindner (Lokomotive Stendal)                              | 14 klubów |
| 1957          |   |   | 2  | SC Wismut Karl-Marx-Stadt | ASK Vorwärts Berlin             | SC Rotation Leipzig             | 15  | Heinz Kaulmann (Vorwärts Berlin)                                | 14 klubów |
| 1958          |   |   | 1  | ASK Vorwärts Berlin       | SC Motor Jena                   | SC Aktivist Brieske-Senftenberg | 17  | Helmut Müller (Motor Jena)                                      | 14 klubów |
| 1959          |   |   | 3  | SC Wismut Karl-Marx-Stadt | ASK Vorwärts Berlin             | SC Dynamo Berlin                | 18  | Bernd Bauchspieß (Chemie Zeitz)                                 | 14 klubów |
| 1960          |   |   | 2  | ASK Vorwärts Berlin       | SC Dynamo Berlin                | SC Lokomotive Leipzig           | 25  | Bernd Bauchspieß (Chemie Zeitz)                                 | 14 klubów |
| 1961/1962     |   |   | 3  | ASK Vorwärts Berlin       | SC Empor Rostock                | SC Dynamo Berlin                | 23  | Arthur Bialas (Empor Rostock)                                   | 14 klubów |
| 1962/1963     |   |   | 1  | SC Motor Jena             | SC Empor Rostock                | ASK Vorwärts Berlin             | 19  | Peter Ducke (Motor Jena)                                        | 14 klubów |
| 1963/1964     |   |   | 2  | BSG Chemie Leipzig        | SC Empor Rostock                | SC Leipzig                      | 15  | Gerd Backhaus (Lokomotive Stendal)                              | 14 klubów |
| 1964/1965     |   |   | 4  | ASK Vorwärts Berlin       | SC Motor Jena                   | BSG Chemie Leipzig              | 14  | Bernd Bauchspieß (Chemie Leipzig)                               | 14 klubów |
| 1965/1966     |   |   | 5  | FC Vorwärts Berlin        | FC Carl Zeiss Jena              | 1. FC Lokomotive Leipzig        | 22  | Henning Frenzel (Lokomotive Leipzig)                            | 14 klubów |
| 1966/1967     |   |   | 1  | FC Karl-Marx-Stadt        | 1. FC Lokomotive Leipzig        | BSG Motor Zwickau               | 17  | Hartmund Rentzsch (Motor Zwickau)                               | 14 klubów |
| 1967/1968     |   |   | 2  | FC Carl Zeiss Jena        | FC Hansa Rostock                | 1. FC Magdeburg                 | 15  | Gerhard Kostmann (Hansa Rostock)                                | 14 klubów |
| 1968/1969     |   |   | 6  | FC Vorwärts Berlin        | FC Carl Zeiss Jena              | 1. FC Magdeburg                 | 18  | Gerhard Kostmann (Hansa Rostock)                                | 14 klubów |
| 1969/1970     |   |   | 3  | FC Carl Zeiss Jena        | FC Vorwärts Berlin              | SG Dynamo Dresden               | 12  | Otto Skrowny (Chemie Leipzig)                                   | 14 klubów |
| 1970/1971     |   |   | 2  | SG Dynamo Dresden         | FC Carl Zeiss Jena              | Hallescher FC Chemie            | 17  | Hans-Jürgen Kreische (Dynamo Dresden)                           | 14 klubów |
| 1971/1972     |   |   | 1  | 1. FC Magdeburg           | Berliner FC Dynamo              | SG Dynamo Dresden               | 14  | Hans-Jürgen Kreische (Dynamo Dresden)                           | 14 klubów |
| 1972/1973     |   |   | 3  | SG Dynamo Dresden         | FC Carl Zeiss Jena              | 1. FC Magdeburg                 | 26  | Hans-Jürgen Kreische (Dynamo Dresden)                           | 14 klubów |
| 1973/1974     |   |   | 2  | 1. FC Magdeburg           | FC Carl Zeiss Jena              | SG Dynamo Dresden               | 20  | Hans-Bert Matoul (Lokomotive Leipzig)                           | 14 klubów |
| 1974/1975     |   |   | 3  | 1. FC Magdeburg           | FC Carl Zeiss Jena              | SG Dynamo Dresden               | 17  | Manfred Vogel (Hallescher Chemie)                               | 14 klubów |
| 1975/1976     |   |   | 4  | SG Dynamo Dresden         | Berliner FC Dynamo              | 1. FC Magdeburg                 | 24  | Hans-Jürgen Kreische (Dynamo Dresden)                           | 14 klubów |
| 1976/1977     |   |   | 5  | SG Dynamo Dresden         | 1. FC Magdeburg                 | FC Carl Zeiss Jena              | 17  | Joachim Streich (1. FC Magdeburg)                               | 14 klubów |
| 1977/1978     |   |   | 6  | SG Dynamo Dresden         | 1. FC Magdeburg                 | Berliner FC Dynamo              | 15  | Klaus Havenstein (Chemie Böhlen)                                | 14 klubów |
| 1978/1979     |   |   | 1  | Berliner FC Dynamo        | SG Dynamo Dresden               | FC Carl Zeiss Jena              | 23  | Joachim Streich (1. FC Magdeburg)                               | 14 klubów |
| 1979/1980     |   |   | 2  | Berliner FC Dynamo        | SG Dynamo Dresden               | FC Carl Zeiss Jena              | 21  | Dieter Kühn (Lokomotive Leipzig)                                | 14 klubów |
| 1980/1981     |   |   | 3  | Berliner FC Dynamo        | FC Carl Zeiss Jena              | 1. FC Magdeburg                 | 20  | Joachim Streich (1. FC Magdeburg)                               | 14 klubów |
| 1981/1982     |   |   | 4  | Berliner FC Dynamo        | SG Dynamo Dresden               | 1. FC Lokomotive Leipzig        | 19  | Rüdiger Schnuphase (FC Carl Zeiss Jena)                         | 14 klubów |
| 1982/1983     |   |   | 5  | Berliner FC Dynamo        | FC Vorwärts Frankfurt           | FC Carl Zeiss Jena              | 19  | Joachim Streich (1. FC Magdeburg)                               | 14 klubów |
| 1983/1984     |   |   | 6  | Berliner FC Dynamo        | SG Dynamo Dresden               | 1. FC Lokomotive Leipzig        | 20  | Rainer Ernst (Dynamo Berlin)                                    | 14 klubów |
| 1984/1985     |   |   | 7  | Berliner FC Dynamo        | SG Dynamo Dresden               | 1. FC Lokomotive Leipzig        | 24  | Rainer Ernst (Dynamo Berlin)                                    | 14 klubów |
| 1985/1986     |   |   | 8  | Berliner FC Dynamo        | 1. FC Lokomotive Leipzig        | FC Carl Zeiss Jena              | 14  | Ralf Sträßer (Union Berlin)                                     | 14 klubów |
| 1986/1987     |   |   | 9  | Berliner FC Dynamo        | SG Dynamo Dresden               | 1. FC Lokomotive Leipzig        | 17  | Frank Pastor (Dynamo Berlin)                                    | 14 klubów |
| 1987/1988     |   |   | 10 | Berliner FC Dynamo        | 1. FC Lokomotive Leipzig        | SG Dynamo Dresden               | 20  | Andreas Thom (Dynamo Berlin)                                    | 14 klubów |
| 1988/1989     |   |   | 7  | SG Dynamo Dresden         | Berliner FC Dynamo              | FC Karl-Marx-Stadt              | 17  | Torsten Gütschow (Dynamo Dresden)                               | 14 klubów |
| 1989/1990     |   |   | 8  | SG Dynamo Dresden         | FC Karl-Marx-Stadt              | 1. FC Magdeburg                 | 18  | Torsten Gütschow (Dynamo Dresden)                               | 14 klubów |
| NOFV-Oberliga |   |   |    |                           |                                 |                                 |     |                                                                 |           |
| 1990/1991     |   |   | 1  | FC Hansa Rostock          | SG Dynamo Dresden               | FC Rot-Weiß Erfurt              | 20  | Torsten Gütschow (Dynamo Dresden)                               | 14 klubów |

## Statystyka
| Lp. | Klub                         | Miejsca na podium | Miejsca na podium  | Miejsca na podium | Zwycięskie sezony                                                      |   |   |                                                                                          |
| --- | ---------------------------- | ----------------- | ------------------ | ----------------- | ---------------------------------------------------------------------- | - | - | ---------------------------------------------------------------------------------------- |
| Lp. | Klub                         | 1.                | Berliner FC Dynamo | 10                | Zwycięskie sezony                                                      | 4 | 3 | 1978/79, 1979/80, 1980/81, 1981/82, 1982/83, 1983/84, 1984/85, 1985/86, 1986/87, 1987/88 |
| 2.  | Dynamo Dresden               | 8                 | 8                  | 6                 | 1952/53, 1970/71, 1972/73, 1975/76, 1976/77, 1977/78, 1988/89, 1989/90 |   |   |                                                                                          |
| 3.  | Vorwärts Berlin              | 6                 | 4                  | 1                 | 1958, 1960, 1961/62, 1964/65, 1965/66, 1968/69                         |   |   |                                                                                          |
| 4.  | FC Carl Zeiss Jena           | 3                 | 9                  | 5                 | 1962/63, 1967/68, 1969/70                                              |   |   |                                                                                          |
| 5.  | FC Magdeburg                 | 3                 | 2                  | 6                 | 1971/72, 1973/74, 1974/75                                              |   |   |                                                                                          |
| 6.  | Wismut Karl-Marx-Stadt       | 3                 | 2                  | 0                 | 1955, 1956, 1957, 1959                                                 |   |   |                                                                                          |
| 7.  | BSG Chemie Leipzig           | 2                 | 1                  | 4                 | 1950/51, 1963/64                                                       |   |   |                                                                                          |
| 8.  | FC Rot-Weiß Erfurt           | 2                 | 1                  | 1                 | 1953/54, 1954/55                                                       |   |   |                                                                                          |
| 9.  | Hansa Rostock                | 1                 | 4                  | 0                 | 1990/91                                                                |   |   |                                                                                          |
| 10. | FC Karl-Marx-Stadt           | 1                 | 1                  | 1                 | 1966/67                                                                |   |   |                                                                                          |
| 11. | FSV Zwickau                  | 1                 | 0                  | 3                 | 1949/50                                                                |   |   |                                                                                          |
| 12. | Turbine Halle                | 1                 | 0                  | 0                 | 1951/52                                                                |   |   |                                                                                          |
| 13. | Lokomotive Leipzig           | 0                 | 3                  | 8                 |                                                                        |   |   |                                                                                          |
| 14. | Aktivist Brieske Senftenberg | 0                 | 1                  | 1                 |                                                                        |   |   |                                                                                          |
| 15. | Dresden Friedrichstadt       | 0                 | 1                  | 0                 |                                                                        |   |   |                                                                                          |
| 16. | Hallescher FC                | 0                 | 0                  | 1                 |                                                                        |   |   |                                                                                          |
| 16. | Waggonbau Dessau             | 0                 | 0                  | 1                 |                                                                        |   |   |                                                                                          |